# بيير نكورونزيزا
بيير نكورونزيزا (بالفرنسية: Pierre Nkurunziza)‏ (18 ديسمبر 1964 - 8 يونيو 2020) رئيس جمهورية بوروندي السابق، وكان رئيس المجلس الوطني للدفاع عن الديمقراطية الذي كان ممثلا لعرقية الهوتو أثناء العنف الطائفي ولكنه تحول إلى حزب سياسي فيما بعد.

## مسيرته
ولد بيير في 18 ديسمبر 1963 في مدينة بوجمبورا العاصمة البورندية. والده كان سياسيا انتخب عضواً في البرلمان البوروندي عام 1965 وحاكماً لاثنين من المقاطعات البوروندية قبل اغتياله أثناء العنف الطائفي في البلاد عام 1972. تلقى تعليمه في المدارس الابتدائية في مقاطعة نغوزي والتحق بمدرسة ثانوية في كيجاتا قبل تخرجه من جامعة لبوروندي في عام 1990. في الجامعة، وتخصص في التعليم والرياضة. عند اندلاع الحرب الأهلية كان نكورونزيزا محاضراً في جامعة بوروندي في أعقاب اغتيال أول رئيس من عرقية الهوتو، ملكيور نداداي، في عام 1993. انضم إلى قوات الدفاع عن الديمقراطية في عام 1995 كجندي بسبب هجوم جيش التوتسي على حرم الجامعة، و قُتل فيها نحو 200 طالب. كما صرح في لقاء صحفي فيما بعد. ترقى داخل الحركة حتى تم تعيينه نائب الأمين العام لمجلس الدفاع عن الديمقراطية في عام 1998. في عام 2001، انتخب رئيسا للمجلس الوطني للدفاع عن الديمقراطية. وأعيد انتخابه لمنصب الرئيس في أغسطس 2004. أواخر عام 2003، عُيِّن وزيرا للحكم الرشيد في الحكومة الانتقالية للرئيس دوميتيان ندايزيي. حقق المجلس الوطني للدفاع عن الديمقراطية انتصارات في الانتخابات التي جرت خلال شهري يونيو ويوليو 2005، تم ترشيح نكورونزيزا باعتباره مرشح الحزب للرئاسة. انتخب رئيسا بالتزكية من قبل أعضاء البرلمان (التي تقوم بدور الهيئة الانتخابية) في 19 أغسطس عام 2005 وتولى مهام منصبه يوم 26 أغسطس عام 2005.
وفي سنة 2015 أعلن نكورونزيزا عن رغبته بالترشح لفترة رئاسية ثالثة، في خطوة اعتبرتها المعارضة خرقًا للدستور نظرًا لأنه يمنع الترشح لرئاسة الجمهورية ثلاث مرات متتالية، على أن أنصار نكورونزيزا قالوا بأن الفترة الأولى لا تحتسب كونها كانت تعيينًا من قبل البرلمان وليست انتخابًا من قبل الشعب. وبتاريخ 26 أبريل خرجت مظاهرات صاخبة اعتراضًا على الترشيح الثالث، فوقعت اشتباكات بين المُتظاهرين والشرطة أسفرت عن مقتل ستة أشخاص على الأقل وإغلاق عدَّة قنوات إذاعيَّة واعتقال عدد من رؤساء المعارضة، ونزوح حوالي 24,000 من البلاد نتيجة القلاقل.